# 岸幹太郎
岸 幹太郎（きし かんたろう、1860年（万延元年） -1914年（大正3年）3月31日）は、徳川家理事、家令。日本銀行員及び横浜正金銀行員。
父は和歌山県会議員を務めた岸 新作、弟は芝浦製作所（現：東芝）で常務取締役を務めた岸 敬二郎。

## 経歴
紀州侯爵徳川頼倫の家令。紀州藩の碩儒（学者）。自修舎を経て1881年（明治14年）慶應義塾を卒業。
慶應義塾幼稚舎教授となり、1891年（明治24年）に日本銀行入行。1897年（明治30年）、横浜正金銀行入行。徳川家の顧問役および指南役として家令の職を奉ずる。